# Juegos Panamericanos de 1959
Los III Juegos Panamericanos se inauguraron el 27 de agosto en un caluroso día frente a una multitud de 40.000 personas en Chicago, Illinois, Estados Unidos. Esta fue la primera vez que los Juegos Panamericanos se realizaban en Estados Unidos.
Los juegos habían sido programados inicialmente en Cleveland, Ohio, pero, debido a una decisión del Congreso estadounidense de cortar el presupuesto en $5.000.000, la ciudad se vio forzada a retirar la sede. Chicago, bajo el liderazgo del alcalde Richard J. Daley, aprovechó la oportunidad y se convirtió en la nueva sede.
Los juegos se inauguraron en el Campo del Soldado (Soldier Field) de Chicago, con 2.263 atletas que participaron en 18 deportes. La villa atlética se ubicaba en el Campus de la Universidad de Chicago.

## Medallero
País anfitrión sombreado.
| Núm.  | País                  | Oro | Plata | Bronce | Total |
| ----- | --------------------- | --- | ----- | ------ | ----- |
| 1     | Estados Unidos        | 115 | 69    | 52     | 236   |
| 2     | Argentina             | 9   | 19    | 11     | 39    |
| 3     | Brasil                | 8   | 8     | 6      | 22    |
| 4     | México                | 6   | 11    | 12     | 29    |
| 5     | Canadá                | 5   | 19    | 24     | 48    |
| 6     | Chile                 | 5   | 2     | 6      | 13    |
| 7     | Jamaica               | 2   | 4     | 8      | 14    |
| 8     | Cuba                  | 2   | 4     | 4      | 10    |
| 9     | Bahamas               | 2   | 0     | 0      | 2     |
| 10    | Venezuela             | 1   | 7     | 7      | 15    |
| 11    | Uruguay               | 1   | 3     | 4      | 8     |
| 12    | Panamá                | 0   | 4     | 4      | 8     |
| 13    | Perú                  | 0   | 2     | 5      | 7     |
| 14    | Puerto Rico           | 0   | 2     | 4      | 6     |
| 15    | Ecuador               | 0   | 1     | 1      | 2     |
| 16    | Haití                 | 0   | 1     | 0      | 1     |
| 17    | Guyana Británica      | 0   | 0     | 3      | 3     |
| 18    | Antillas Neerlandesas | 0   | 0     | 1      | 1     |
| 18    | Guatemala             | 0   | 0     | 1      | 1     |
| Total | Total                 | 156 | 156   | 153    | 465   |